# Samsung Galaxy S III
Samsung Galaxy S III (eller Galaxy S3) är uppföljaren till  Samsung Galaxy S II och presenterades den 3 maj 2012. Telefonens senaste operativsystem är Android 4.3. Telefonen lanserades med Android 4.0.4 (Ice Cream Sandwich), men kan idag uppgraderas till Android 4.3 (Jelly Bean). Stöd för uppgradering till Android 4.4.2 (KitKat) är planerat.

## Specifikationer
- Operativsystem (vid release): Android 4.0.4
- Operativsystem (efter uppdateringar): Android 4.3
- Skärm: 4,8 tum med upplösningen 1280x720
- Chipset: Samsung Exynos 4412 Quad
- CPU: Quad-core 1.4 GHz Cortex-A9
- GPU: Mali-400MP
- Kamera, bak: 8 MP
- Kamera, fram: 1,9 MP
- Wi-Fi med stöd för IEEE 802.11 a/b/g/n
- Bluetooth v4.0 med A2DP, EDR
- Övrigt:
  - Närfältskommunikation (Eng. near field communication(NFC))
  - FM Radio i Stereo

## Varianter och efterföljare
Galaxy S3 fick senare en kusinmodell döpt till Galaxy S3 Mini där skärmen är minskad till 4,0 tum som en av förändringarna.
I mitten av mars 2013 annonserade Samsung efterföljaren Samsung Galaxy S4  där en av förändringarna är att skärmen har vuxit till 4,99 tum.